# Hayden Schlossberg
 (février 2017).
Si vous disposez d'ouvrages ou d'articles de référence ou si vous connaissez des sites web de qualité traitant du thème abordé ici, merci de compléter l'article en donnant les références utiles à sa vérifiabilité et en les liant à la section « Notes et références ».
Hayden Schlossberg, né le 9 juin 1978 à Randolph (New Jersey), est un scénariste et réalisateur américain. 
Avec son complice Jon Hurwitz, il a écrit les deux premiers volets de la série de films Harold & Kumar :
- Harold et Kumar chassent le burger (2004)
- Harold et Kumar s'évadent de Guantanamo (2008), qu'ils ont également réalisés.

Schlossberg et Hurwitz sont également les réalisateurs et scénaristes d'American Pie 4.